# Rombertik
Rombertik ist ein Schadprogramm, über das Sicherheitsexperten der zu Cisco Systems gehörenden Talos Group am 4. Mai 2015 erstmals berichteten.
Rombertik verbreitet sich über Anhänge von Spam- und Phishing-Mails. Das Programm infiziert Rechner, die Microsoft Windows als Betriebssystem nutzen. Die komplexe Software spioniert das Nutzerverhalten auf den befallenen Rechnern aus und schickt die Informationen an einen Kontrollserver.
Auffällig ist Rombertiks Verhalten gegenüber Antivirenprogrammen. Findet die Schadsoftware heraus, dass sie von einem Schutzprogramm analysiert wird, so zerstört sie den Master Boot Record und startet den Rechner neu. Schlägt dies fehl, dann verschlüsselt der Schädling die Daten des Nutzers und macht sie so unbrauchbar. Daneben verwendet Rombertik verschiedene Methoden, unerkannt zu bleiben.